# Ангбва, Бенуа Кристиан
Оссоемея́нг Бенуа́ Кристиа́н Ангбва́ (фр. Benoît Christian Angbwa Ossoemeyang; род. 1 января 1982[…], Гаруа) — камерунский футболист, защитник национальной сборной Камеруна, и тренер французского клуба «Олимпик» из Гранд-Сента.
По правилам русского языка, фамилия «Ангбва» не склоняется, поскольку её можно рассматривать как французскую (французский язык является одним из двух официальных в Камеруне и основным языком межнационального общения в стране) и она оканчивается на -а ударное.

## Клубная карьера
Ангбва начал карьеру футболиста у себя на родине и в первом же сезоне стал чемпионом Камеруна в составе «Фову Бахам», после чего перешёл во французский «Монпелье».
В 2002 году Бенуа перешёл в уругвайский «Насьональ», сыграв в первом сезоне лишь 2 матча в Примере, но став чемпионом страны. В 2003 году он стал игроком основы в своей команде и помог выйти в финал чемпионата, где «Насьональ» сразился со своим извечным соперником, «Пеньяролем». Игра, ставшая последней в профессиональной карьере вратаря «Пеньяроля» парагвайца Хосе Луиса Чилаверта, стала одной из самых «грязных» в истории чемпионата Уругвая. Арбитр Густаво Мендес показал по 6 жёлтых карточек игрокам обеих команд, удалил одного игрока «Пеньяроля», троих игроков «Насьоналя» с поля (первым удалённым на 10-й минуте игры стал как раз Ангбва), двоих игроков «Насьоналя», сидевших на скамейке запасных, а также тренера «трёхцветных» Даниэля Карреньо. В итоге «Насьональ», закончивший встречу ввосьмером против десятерых «пеньярольцев», проиграл 0:1 (тройное удаление со скамейки запасных произошло как раз после того, как в добавленное к первому тайму время счёт открыл Джо Бисера).
В 2004 году «Насьональ» вновь стал вице-чемпионом Уругвая, уступив в финале «Данубио», но к тому моменту проведший в чемпионате 2 игры и забивший 1 гол Ангбва уже перешёл в «Лилль». Зимой 2005 года Бенуа подписал контракт с клубом «Лилль». В клубе сыграл полгода и сыграл 20 матчей. Стал обладателем Кубка Интертото 2005. Чемпионат закончился для Ангбва успешно, бронзовыми медалями.

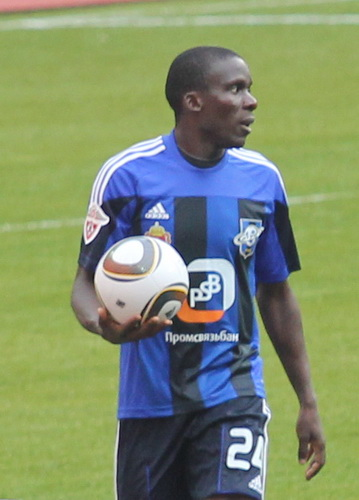
В игре за «Сатурн» в 2010 году

По окончании сезона перешёл в самарские «Крылья Советов». Дебют произошёл в Турции в рамках товарищеского матча против «Бешикташа» (2:2).
22 августа 2009 года в своём 80-м матче в чемпионате России Ангбва забил свой первый мяч. Это случилось в гостевом матче «Сатурна» против «Москвы» («Сатурн» уступил со счётом 1:3). До этого Ангбва единственный раз отличался за «Сатурн» в матче Кубка Интертото 2008. Гол в ворота клуба «Москва» стал для Ангбва первым в национальных чемпионатах за последние 5 лет. После перехода в «Сатурн» в 2008 году заявил журналистам, что предложение «Сатурна» было из разряда тех, от которых не отказываются. При подписании контракта «президент клуба» сказал ему, что «Сатурн» рассчитывает занять место в тройке призёров и, по возможности, выиграть чемпионат.
С февраля 2011 года Ангбва тренируется и выступает в махачкалинском «Анжи». 11 июля 2012 года «Анжи» объявил о расторжении контракта по обоюдному согласию. В тот же день спортивный директор «Ростов» Александр Шикунов подтвердил появившуюся в СМИ информацию о том, что клуб подпишет с Бенуа Ангбва контракт сроком на три года. 18 июля 2012 года «Ростов» объявил о подписании контракта с Бенуа Ангбва сроком на три года.
31 января 2013 года перешёл в самарские «Крылья Советов». Переход игрока обошёлся в 2,3 млн евро. Дебют произошёл в рамках 20-го тура чемпионата против ЦСКА. Встреча закончилась в пользу москвичей. Летом 2013 года вернулся в «Анжи». За 2013—2014 годы провёл за Анжи всего 9 матчей, не забив ни одного гола, и летом 2014 года покинул клуб. В 2015 году перешёл в французский клуб «Олимпик» (Гранд-Сент). Летом 2017 года покинул клуб, сыграв 11 матчей и забив 2 гола в Championnat de France amateur 2 de football (один из низших дивизионов первенства Франции). Позже объявил о завершении карьеры футболиста.

## Достижения
Фову Баху
- Чемпион Камеруна: 2000

Насьональ
- Чемпион Уругвая: 2002

Лилль
- Обладатель Кубка Интертото: 2005
- Бронзовый призёр чемпионата Франции: 2004/05